# Coupe des Alpes 1960
Navigation
Édition suivante
La Coupe des Alpes 1960 est la première édition de la Coupe des Alpes.
Cette édition met aux prises des équipes suisses et italiennes. 
Le tournoi était structuré en deux tours dans lesquels les équipes italiennes affrontaient les suisses en matchs aller et retour ;  quatre équipes jouaient en Italie et quatre en Suisse. La victoire n'allait pas à une équipe, mais à la ligue nationale qui obtenait plus points.
La première édition de la Coupe des Alpes a été gagnée par l'Italie avec 7 victoires contre 4 pour les équipes suisses. L'équipe du Calcio Catane est la seule équipe à avoir gagné ses deux matchs.

## Participants
| Équipes italiennes | Équipes suisses      |
| ------------------ | -------------------- |
| AS Rome            | BSC Young Boys       |
| Alessandria Calcio | FC La Chaux-de-Fonds |
| Hellas Vérone      | Young Fellows Zurich |
| US Catanzaro       | SC Brühl Saint-Gall  |
| SSC Naples         | FC Biel-Bienne       |
| Calcio Catane      | FC Fribourg          |
| US Triestina       | FC Lucerne           |
| US Palerme         | FC Zurich            |

## Rencontres

### Matchs aller
| 19 juin 1960 | AS Rome      | 1 - 0 | BSC Young Boys | Stadio Olimpico, Rome |
|              | Selmosson 3e |       |                |                       |

| 19 juin 1960 | Alessandria Calcio | 0 - 2 | FC La Chaux-de-Fonds              | Stadio Giuseppe Moccagatta, Alexandrie |
|              |                    |       | Sommerlatt 24e (pen.) · Favre 32e |                                        |

| 19 juin 1960 | Hellas Vérone                           | 3 - 1 | Young Fellows Zurich | Stadio Marcantonio Bentegodi, Vérone |  |
|              | Nicoletti 13e · Corso 70e · Tinazzi 85e |       | Zimmermann 43e       |                                      |  |

| 19 juin 1960 | US Catanzaro                                             | 5 - 1 | SC Brühl Saint-Gall | Stadio Nicola Ceravolo, Catanzaro |  |
|              | Susan 6e · Ghersetich 51e 88e · Fanello 71e · Florio 79e |       | Brühl 68e           |                                   |  |

| 19 juin 1960 | FC Biel-Bienne             | 3 - 1 | SSC Naples    | Stade de la Gurzelen, Bienne |  |
|              | Moser 33e 86e · Haenzi 77e |       | Beltrandi 68e |                              |  |

| 19 juin 1960 | FC Fribourg | 0 - 2 | Calcio Catane            | Stade Saint-Léonard, Fribourg |
|              |             |       | Macor 71e · Compagno 87e |                               |

| 19 juin 1960 | FC Lucerne                             | 4 - 3 | US Triestina                    | Stade de l'Allmend, Lucerne |  |
|              | Gutendorf 16e 19e · Moscatelli 28e 62e |       | Taccola 43e 63e · Fortunato 61e |                             |  |

| 19 juin 1960 | FC Zurich | 0 - 2 | US Palerme                 | Stade du Letzigrund, Zurich |
|              |           |       | Vernazza 40e · Greatti 55e |                             |

### Matchs retour
| 26 juin 1960 | BSC Young Boys              | 2 - 2 | AS Rome         | Stade du Wankdorf, Berne |  |
|              | Allemann 8e · Schneiter 86e |       | Pestrin 20e 54e |                          |  |

| 26 juin 1960 | FC La Chaux-de-Fonds                    | 3 - 1 | Alessandria Calcio | Parc des sports de la Charrière, La Chaux-de-Fonds |  |
|              | Favre 24e · Sommerlatt 26e · Morand 73e |       | Moriggi 49e        |                                                    |  |

| 26 juin 1960 | Young Fellows Zurich | 1 - 1 | Hellas Vérone | Stade Utogrund, Zurich |  |
|              | Zimmermann 22e       |       | Basiliani 84e |                        |  |

| 26 juin 1960 | SC Brühl Saint-Gall | 0 - 0 | US Catanzaro | Stade Paul Grüningertl, Saint-Gall |  |
|              |                     |       |              |                                    |  |

| 26 juin 1960 | SSC Naples                                          | 3 - 3 | FC Biel-Bienne               | Stadio San Paolo, Naples |  |
|              | Di Mauro 7e · Di Giacomo 20e · Schiavone 78e (pen.) |       | Haenzi 40e 68e · Stauble 45e |                          |  |

| 26 juin 1960 | Calcio Catane                                                            | 7 - 2 | FC Fribourg              | Stadio Angelo Massimino, Catane |  |
|              | Buzzin 7e · Caceffo 17e 43e · Macor 20e 23e · Morelli 27e · Ferretti 37e |       | Bongard 46e · Renfer 86e |                                 |  |

| 26 juin 1960 | US Triestina    | 2 - 1 | FC Lucerne  | Stade Giuseppe Grezar, Trieste |  |
|              | Taccola 16e 76e |       | Lüscher 15e |                                |  |

| 26 juin 1960 | US Palerme                  | 2 - 2 | FC Zurich      | Stadio Renzo Barbera, Palerme |  |
|              | Greatti 1re · Sacchella 32e |       | Brizzi 70e 84e |                               |  |

## Classement final
|  |    | Classement Final | Pts | Joués | V | N | P | BP | BC | +/- |
|  | -- | ---------------- | --- | ----- | - | - | - | -- | -- | --- |
|  | 1. | Italie           | 19  | 16    | 7 | 5 | 4 | 35 | 25 | +10 |
|  | 2. | Suisse           | 13  | 16    | 4 | 5 | 7 | 25 | 35 | -10 |

## Source
- Erik Garin ; Andrea Veronese. Coupe des Alpes 1960. Rsssf.com, 27 septembre 2000.